# Habemus papam

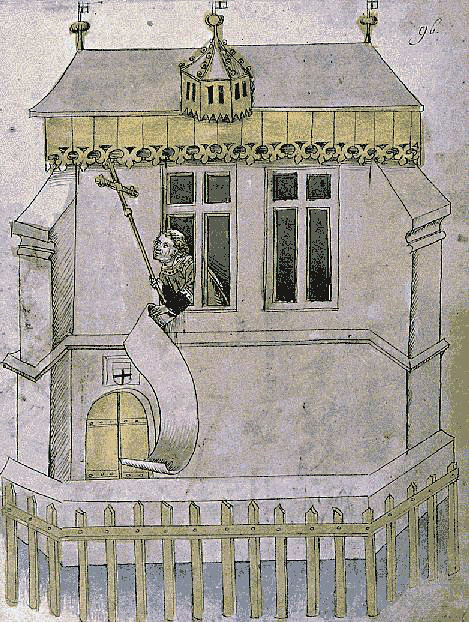
Habemus papam au concile de Constance.

Pour le film, voir Habemus papam (film).
 (novembre 2018).
Si vous disposez d'ouvrages ou d'articles de référence ou si vous connaissez des sites web de qualité traitant du thème abordé ici, merci de compléter l'article en donnant les références utiles à sa vérifiabilité et en les liant à la section « Notes et références ».
Habemus papam est une locution latine séculaire qui signifie « Nous avons un pape ». Elle est prononcée par le cardinal protodiacre à l'issue d'un conclave, depuis le balcon central de la basilique Saint-Pierre au Vatican, afin d'annoncer à la foule romaine et au monde entier (urbi et orbi) l'identité du nouvel élu et le nom de règne qu'il s'est choisi.

## La formule entière
| Formule latine | Traduction en français |
| --- | --- |
| Annuntio vobis gaudium magnum : habemus papam. Eminentissimum ac reverendissimum dominum, dominum [prénom(s) de l'élu], Sanctae Romanae Ecclesiae cardinalem [nom de famille de l'élu], qui sibi nomen imposuit [nom de règne de l'élu]. | Je vous annonce une grande joie : nous avons un pape. Le très éminent et très révérend seigneur, Monseigneur [prénom(s) de l'élu], cardinal de la sainte Église romaine [nom de famille de l'élu], qui s'est donné le nom de [nom de règne de l'élu]. |

## Variantes
Le ou les prénoms de baptême de l'élu sont annoncés en langue latine, déclinés à l'accusatif (par exemple : Albinum pour Albino ; Carolum pour Karol ; Iosephum pour Joseph ; Georgium Marium pour Jorge Mario ; Robertum Franciscum pour Robert Francis) car ils sont appositions de papam, complément d'objet direct de habemus. Son nom de famille est annoncé dans la forme de sa langue d'origine, indéclinable (Luciani ; Wojtyła ; Ratzinger ; Bergoglio ; Prevost).
Le nom de règne du nouveau pape est parfois décliné à l'accusatif, parfois au génitif. Dans le premier cas, il est considéré comme une apposition du complément d'objet direct nomen décliné à l'accusatif, tandis que dans le second cas, il est considéré comme un complément du nom nomen. Les deux tournures ont une signification parfaitement équivalente.
Le numéral qui suit le nom est parfois annoncé, parfois omis.
En écoutant les enregistrements des habemus papam depuis 1939 (première annonce filmée), on constate que les noms ont été annoncés comme suit :
- Pium (accusatif sans numéral) pour Pie XII ;
- Ioannis vicesimi tertii (génitif) pour Jean XXIII ;
- Paulum sextum (accusatif) pour Paul VI ;
- Ioannis Pauli primi (génitif) pour Jean-Paul Ier ;
- Ioannis Pauli (génitif sans numéral) pour Jean-Paul II ;
- Benedicti decimi sexti (génitif) pour Benoît XVI ;
- Franciscum (accusatif sans numéral) pour François ;
- Leonem decimum quartum (accusatif) pour Léon XIV.

### Annonce de 2005
L'Habemus papam prononcé par le cardinal Jorge Medina Estévez le 19 avril 2005 à la suite de l'élection du pape Benoît XVI est très solennel. L'annonce est précédée par une formule de salutations en cinq langues : « Fratelli e sorelle carissimi » (italien) ; « Queridísimos hermanos y hermanas » (espagnol) ; « Bien chers frères et sœurs » (français) ; « Liebe Brüder und Schwestern » (allemand) ; « Dear brothers and sisters » (anglais). Puis le protodiacre fait durer le suspense en marquant de longues pauses entre deux phrases, et une courte pause avant l'annonce du prénom, puis du nom de l'élu. La durée totale de prise de parole du cardinal est de 2 min 39 s.

### Annonce de 2013
L'Habemus papam du 13 mars 2013 à la suite de l'élection du pape François est beaucoup plus bref. L'énoncé est « traditionnel », sans les salutations en plusieurs langues. Le cardinal protodiacre français Jean-Louis Tauran, atteint de la maladie de Parkinson, ne marque que de courtes pauses entre les phrases et aucune avant l'énoncé des prénoms et du nom. Sa prise de parole ne dure au total que 32 secondes.

### Annonce de 2025
L'Habemus papam du 8 mai 2025 à la suite de l'élection du pape Léon XIV est prononcé par le cardinal protodiacre français Dominique Mamberti. L'énoncé est « traditionnel », sans les salutations en plusieurs langues. Sa prise de parole dure au total une minute, entrecoupée des acclamations de la foule entre deux phrases.